# Кекс са комадићима чоколаде
Кекс са комадићима чоколаде је кекс који садржи комадиће чоколаде или као свој препознатљив састојак. Тврди се да су кекси са комадићима чоколаде настали у Сједињеним Државама 1938., када је Рут Грејвс Вејкфилд исекла Нестле полуслатку чоколадицу и додала сецкану чоколаду у рецепт за колачиће; међутим, историјски рецепти за рендане или сецкане чоколадне колаче постоје пре 1938. од стране разних других аутора. 
Генерално, рецепт почиње тестом састављеним од брашна, путера, смеђег и белог шећера, комадића чоколаде, јаја и ваниле. Варијације на рецепт могу додати друге врсте чоколаде, као и додатне састојке као што су ораси или овсена каша. Постоје и веганске верзије са неопходним заменама састојака, као што су вегански чоколадни чипс, вегански маргарин и замене за јаја. Чоколадни кекс са комадићима чоколаде користи тесто са чоколадом или какао прахом, пре него што се чоколадни комадићи умешају. Ове варијације рецепта се такође називају „двоструки“ или „троструки“ кекси, у зависности од комбинације теста и врсте чоколаде.

## Историја
Најзначајнији рецепт за кекс са комадићима чоколаде измислила је америчка куварица Рут Грејвс Вејкфилд 1938.   Она је измислила рецепт у периоду када је поседовала Toll House Inn, у Витману, Масачусетс. У ово доба, Toll House Inn је био популаран ресторан који је имао домаћу кухињу. Мит каже да је случајно развила кекс и да је очекивала да ће се комадићи чоколаде истопити. То није случај; Вејкфилд је изјавила да је намерно измислила кекс. Рекла је: "Служили смо танак кекс од орашастих плодова са сладоледом. Чинило се да га сви воле, али ја сам покушавала да им дам нешто другачије. Па сам смислила кекс за Toll House."  Она је додала исецкане комадиће из Нестле полуслатке чоколаде у кекс.  Оригинални рецеп се зове „Toll House Chocolate Crunch Cookies“. Вејкфилд је дала Нестле-у рецепт за њене колачиће и био је плаћен доживотним залихама чоколаде од компаније.  

### Каснија историја
Вејкфилдин кувар, Toll House Tried and True Recipes, први пут је објављена 1936. Издање кувара из 1938. било је прво које је укључивало рецепт „Toll House Chocolate Crunch Cookies” који је убрзо постао омиљени колачић у америчким домовима.
Током Другог светског рата, војници из Масачусетса који су били стационирани у иностранству делили су кексе које су добијали у пакетима за негу од куће са војницима из других делова Сједињених Држава. Стотине војника су писале кући тражећи од својих породица да им пошаљу кекс са комадићима чоколаде, а Вејкфилд је добијала писма из целог света са захтевом за њен рецепт,   што је помогло да се њихова популарност прошири изван источне обале.  Кекси са комадићима чоколаде су први пут продати у Великој Британији 1956. 

### Оригинални рецепт
Сиу Брајдс, пекарка која је радила са Рут Грејвс Вејкфилд, пренела је оригинални рецепт својој ћерки Пег, која га је поделила у интервјуу 2017:
- 1 1⁄2 шоље (350 мл) скраћивања
- 1 1⁄8 шоље (265 мл) шећера
- 1 1⁄8 шоље (265 мл) смеђег шећера
- 3 јаја
- 1 1⁄2 кашичице (7.5 г) соли
- 3 1⁄8 шоље (750 мл) брашна
- 1 1⁄2 кашичице (7.5 г) топле воде
- 1 1⁄2 кашичице (7.5 г) соде бикарбоне
- 1 1⁄2 кашичице (7.5 г) ваниле
- чоколадни чипс (која је исечена на комаде величине грашка)

## Састав и варијанте
Кекс са комадићима чоколаде се обично праве са белим шећером, смеђим шећером, брашном, сољу, јајима, содом бикарбоном, путером, екстрактом ваниле и комадићима чоколаде. Неки рецепти такође укључују млеко или орахе у тесту.
У зависности од односа састојака и времена мешања и спремања, неки рецепти дају мекани кекс за жвакање, док ће други произвести хрскави колачић. Без обзира на састојке, поступак прављења колачића је прилично конзистентан у свим рецептима: Прво се шећери и масноћа умуте у крему, обично дрвеном кашиком или електричним миксером. Затим се додају јаја и екстракт ваниле, а затим брашно и средство за дизање. У зависности од додатне ароме, њен додатак мешавини ће бити одређен врстом која се користи: путер од кикирикија ће се додати влажним састојцима, док ће се какао прах додати сувим састојцима. Главни састојак, чоколадни комадићи, као и орашасти плодови се обично мешају пред крај процеса да би се минимизирало ломљење, непосредно пре него што се колачићи закупе и поставе на плех за колаче. Већина теста је печена, мада неки једу тесто какво јесте или га користе као додатак сладоледу од ваниле за прављење сладоледа од теста за кексе са комадићима чоколаде.
Текстура у великој мери зависи од његовог састава масти и врсте масти која се користи. Студија коју је урадио Државни универзитет у Канзасу показала је да замене масти засноване на угљеним хидратима имају тенденцију да везују више воде, остављајући мање воде на располагању да помогне у ширењу кекса током печења и резултира мекшим колачићима налик на колач са мање намаза. 

### Честе варијације
- M&M's party кекс се пече са M&M's-ом уместо комадића чоколаде. [14]
- Чоколадни кекс са комадићима чоколаде или двоструки чоколадни кекс користи тесто са укусом чоколаде додавањем какаоа или растопљене чоколаде. [15] Варијације овог кекса укључују замену чоколадних чипса са белом чоколадом или комадићима путера од кикирикија. [16] [17]
- Кеск са комадићима макадамије има орахе макадамије и комадиће беле чоколаде. [18]
- Колачић са путером од кикирикија са комадићима чоколаде замењује тесто са укусом ваниле тесто са укусом путера од кикирикија.
- Тесто за кексе са комадићима чоколаде печено у посуди за печење уместо у плеху за колаче резултира кекс штанглом са комадићима чоколаде, такође познатим као конго штанглице. [19]
- Остале варијације укључују различите величине и облике комадића чоколаде, као и комадића тамне или млечне чоколаде. Ове промене доводе до разлика у укусу и текстури.

### Маркетинг
Постоје најмање три национална (САД/Северна Америка) ланца који продају свеже печене кексе са комадићима чоколаде у тржним центрима и самосталним малопродајним локацијама. Неколико предузећа — укључујући Doubletree хотеле — нуде свеже печене кексе својим клијентима како би се разликовале од конкуренције. 
У част стварања кекса у држави, Масачусетс је 9. јула 1997. одредио кекс са комадићима чоколаде као званични државни колачић, након што га је предложио разред трећег разреда из Самерсета, Масачусетс . 